# Dummy
Az 1994-es Dummy a Portishead bristoli trip hop zenekar debütáló nagylemeze. Az albumért 1995-ben megkapták a Mercury Prize díjat. Gyakran tulajdonítják neki a trip hop popularizálását, több, az 1990-es évek legjobb albumait felvonultató lista tagja. Bár a tengerentúlon csekély sikereket ért el, a brit albumlistán a 2. helyig jutott, a három kislemez közül kettő érte el a 13. helyet. 1997-ben kapta meg az arany minősítést. Eddig kétmillió példányban kelt el Európában. Szerepel az 1001 lemez, amit hallanod kell, mielőtt meghalsz című könyvben.

## Az album dalai
|     | Cím                                                         | Szerző(k) | Hossz |
| --- | ----------------------------------------------------------- | --- | ----- |
| 1.  | Mysterons                                                   | Geoff Barrow, Beth Gibbons, Adrian Utley                                                                                       | 5:02  |
| 2.  | Sour Times                                                  | Barrow, Henry Brooks, Gibbons, Lalo Schifrin, Otis Turner, Utley                                                               | 4:11  |
| 3.  | Strangers                                                   | Barrow, Gibbons, Wayne Shorter, Utley                                                                                          | 3:55  |
| 4.  | It Could Be Sweet                                           | Barrow, Gibbons | 4:16  |
| 5.  | Wandering Star                                              | Sylvester Allen, Barrow, Harold Brown, Morris Dickerson, Gibbons, Gerald Goldstein, Jordan, C. Miller, Lee Oskar, Howard Scott | 4:51  |
| 6.  | It's a Fire (csak az észak-amerikai és ausztrál kiadásokon) | Barrow, Gibbons, Utley | 3:49  |
| 7.  | Numb                                                        | Barrow, Gibbons, Utley | 3:54  |
| 8.  | Roads                                                       | Barrow, Gibbons, Utley | 5:02  |
| 9.  | Pedestal                                                    | Barrow, Gibbons, Utley | 3:39  |
| 10. | Biscuit                                                     | Barrow, Gibbons, Johnnie Ray                                                                                                   | 5:01  |
| 11. | Glory Box                                                   | Barrow, Gibbons, Isaac Hayes, Utley                                                                                            | 5:06  |

Némely kanadai kiadáson szerepel még egy bónuszdal, Sour Sour Times címmel.

## Közreműködők
Az albumon mindent Beth Gibbons énekelt. A lemez producere a Portishead Adrian Utley-vel. A hangmérnök Dave McDonald volt.
Mysterons
- Geoff Barrow – Rhodes zongora
- Clive Deamer – dob
- Adrian Utley – gitár és and teremin

Sour Times
- Geoff Barrow – programozás
- Neil Solman – Rhodes zongora és Hammond orgona
- Adrian Utley – gitár

Strangers
- Geoff Barrow – Rhodes zongora
- Clive Deamer – dob
- Adrian Utley – gitár

It Could Be Sweet
- Geoff Barrow – Rhodes zongora
- Richard Newell – dob programozása

Wandering Star
- Gary Baldwin – Hammond orgona
- Geoff Barrow – programozás
- Clive Deamer – dob
- Adrian Utley – gitár

It's a Fire
- Gary Baldwin – Hammond orgona
- Geoff Barrow – dob
- Adrian Utley – basszusgitár

Numb
- Gary Baldwin – Hammond orgona
- Geoff Barrow – programozás és dobok
- Clive Deamer – dob
- Adrian Utley – basszusgitár

Roads
- Geoff Barrow – programozás és a vonósok hangszerelése
- Clive Deamer – dob
- Dave McDonald – orrsíp
- Neil Solman – Rhodes zongora
- Strings Unlimited – vonósok
- Adrian Utley – gitár, basszusgitár és a vonósok hangszerelése

Pedestal
- Geoff Barrow – programozás
- Clive Deamer – dob
- Andy Hague – trombita
- Adrian Utley – basszusgitár

Biscuit
- Geoff Barrow – Rhodes zongora
- Clive Deamer – dob

Glory Box
- Geoff Barrow – programozás
- Adrian Utley – gitár és Hammond orgona